# Роттердамські правила
Роттердамські правила (формально Конвенція ООН про контракти на міжнародне перевезення вантажів повністю або частково морським транспортом) — договір, що пропонує нові міжнародні правила щодо перегляду правової бази щодо морських перевезень вантажів. Правила в першу чергу стосуються правовідносин між перевізниками та власниками вантажів.
Метою конвенції є розширення та модернізація існуючих міжнародних норм та досягнення єдиності законодавства про міжнародну торгівлю в галузі морських перевезень, оновлення або заміна багатьох положень Гаазьких правил, Гаазьких правил Вісбі та Гамбурзьких правил. Конвенція встановлює всеохоплюючий, єдиний правовий режим, що регулює права та обов'язки вантажовідправників, перевізників та вантажоодержувачів за контрактом на перевезення від дверей до дверей, що передбачають міжнародні морські перевезення.
Хоча остаточний текст був зустрінутий із великим ентузіазмом, десятиліття потому мало що відбулося. Станом на грудень 2018 року правила ще не діють, оскільки їх ратифікували лише чотири держави, три з яких є другорядними західноафриканськими державами. Правила Роттердама є великими, майже в десять разів більше статей, ніж існуючі Правила «лише для вирішення». Хоча деякі стверджують, що нові Правила мають недоліки, правила Гааги-Вісбі, які домінують у цьому секторі, недостатні для сучасних мультимодальних перевезень. Одним із можливих шляхів вперед може бути тимчасове прийняття «Конвенції Роттердам-Лайт».

## Історія
Гаазькі правила 1924 року були оновлені в 1968 році, щоб стати Гаазько-Вісбійськими правилами, але зміни були незначними. Модифікована конвенція все ще охоплювала лише контракти на перевезення «для вирішення», не передбачаючи мультимодальних перевезень. Явище, яке змінює галузь контейнеризації, було ледве визнано. Гамбурзькі правила 1978 року були введені, щоб забезпечити структуру, яка була і більш сучасною, і менш упередженою на користь суднових операторів. Незважаючи на те, що Гамбурзькі правила були легко прийняті країнами, що розвиваються, нова конвенція відмовлялася від багатших країн, які трималися Гааги та Гааги-Вісбі. Очікувалося, що може виникнути компроміс у Гаазі / Гамбурзі, але натомість з'явилися величезні (96 статей) Роттердамські правила.
Остаточний проект правил Роттердама, який був зібраний Комісією ООН з права міжнародної торгівлі, був прийнятий ООН 11 грудня 2008 року, а церемонія підписання відбулася в Роттердамі 23 вересня 2009 року. Підписантами були США, Франція, Греція, Данія, Швейцарія та Нідерланди; загалом підписи були отримані від країн, які, як стверджується, складають 25 відсотків світової торгівлі за обсягом . Підписи дозволялися після церемонії в штаб-квартирі ООН в Нью-Йорку, США.
Всесвітня рада судноплавства є яскравим прихильником правил Роттердама. У 2010 році Палата делегатів Американської асоціації адвокатів затвердила резолюцію, що підтримує ратифікацію Правилами Роттердама США.

## Основні положення
Нижче наведено найважливіші положення та зміни законодавства, що містяться в Правилах Роттердама:
- Правила застосовуються лише в тому випадку, якщо перевезення включає морський етап; інші мультимодальні контракти на перевезення, які не мають морської частини, виходять за рамки дії Правил.
- Він продовжує період відповідальності перевізників за товари, щоб охопити час між пунктом отримання товару і пунктом доставки товару.[8]
- Дозволяє більше електронної комерції та затверджує більше форм електронної документації.[8]
- Збільшує обмежену відповідальність перевізників до 875 облікових одиниць на вантажну одиницю або трьох облікових одиниць за кілограм ваги брутто.[8]
- Він усуває «захист морських несправностей», який захищав перевізників та екіпаж від відповідальності за недбале управління судном та навігацію.
- Продовжує час подання юридичних вимог до двох років після дня, коли товари були доставлені або мали бути доставлені.[8]
- Дозволяє сторонам так званих «контрактів на обсяги» відмовитися від деяких норм відповідальності, встановлених у конвенції.[8]
- Зобов'язує перевізників утримувати придатні для плавання судна та забезпечити належний екіпаж протягом усього плавання. Стандарт догляду не є «суворим», а «належною ретельністю» (як у Гаазьких правилах).

## Набрання чинності та ратифікація
Роттердамські правила набудуть чинності через рік після того, як 20 країн ратифікують цей договір. Станом на 9 серпня 2011 року договір підписали 24 країни. Останньою країною, яка підписала договір, стала Гвінея-Бісау, яка зробила це у 2013 р. Іспанія була першою країною, яка ратифікувала Конвенцію в січні 2011 р. Перелік країн, що підписали та/або ратифікували договір наведено нижче.
Після набуття чинності конвенцією для тієї чи іншої країни вона повинна денонсувати конвенції, що регулюють правила Гааги-Вісбі, а також Гамбурзькі правила, оскільки конвенція не набирає чинності без таких денонсацій.
| Країна                        | Дата підписання      | Ратифікація / приєднання |
| ----------------------------- | -------------------- | ------------------------ |
| Вірменія                      | 29 вересня 2009 року |                          |
| Бенін                         |                      | 7 листопада 2019 року    |
| Камерун                       | 29 вересня2009 року  | 11 жовтня 2017 року      |
| Конго                         | 23 вересня 2009 року | 28 січень 2014 року      |
| Демократична Республіка Конго | 23 вересня 2010 року |                          |
| Данія                         | 23 вересня 2009 року |                          |
| Франція                       | 23 вересня 2009 року |                          |
| Габон                         | 23 вересня 2009 року |                          |
| Гана                          | 23 вересня 2009 року |                          |
| Греція                        | 23 вересня 2009 року |                          |
| Гвінея                        | 23 вересня 2009 року |                          |
| Гвінея-Бісау                  | 24 вересня 2013 року |                          |
| Люксембург                    | 31 серпня 2010 року  |                          |
| Мадагаскар                    | 25 вересня 2009 року |                          |
| Малі                          | 26 жовтня 2009 року  |                          |
| Нідерланди                    | 23 вересня 2009 року |                          |
| Нігер                         | 22 жовтня 2009 року  |                          |
| Нігерія                       | 23 вересня 2009 року |                          |
| Норвегія                      | 23 вересня 2009 року |                          |
| Польща                        | 23 вересня 2009 року |                          |
| Сенегал                       | 23 вересня 2009 року |                          |
| Іспанія                       | 23 вересня 2009 року | 19 січня 2011 року       |
| Швеція                        | 20 липня 2011 року   |                          |
| Швейцарія                     | 23 вересня 2009 року |                          |
| Того                          | 23 вересня 2009 року | 17 липня 2012 року       |
| США                           | 23 вересня 2009 року |                          |